# Gert-Rudolf Flick
Gert-Rudolf Flick (* 29. Mai 1943 in Rombas in Lothringen, Frankreich) ist ein deutscher Jurist, Unternehmer, Autor und Kunstsammler.

## Leben
Gert-Rudolf „Muck“ Flick ist der Sohn von Otto-Ernst Flick und seiner Frau Barbara geborene Raabe, Tochter von Karl Raabe. Sein Großvater war der Konzerngründer Friedrich Flick (1882–1972), dessen Konzern in der Zeit des Nationalsozialismus der größte deutsche Rüstungslieferant war und der 1947 im Flick-Prozess zu sieben Jahren Gefängnis verurteilt wurde.
Gert-Rudolf Flick übersiedelte nach dem Besuch der Volksschule in Starnberg mit seiner Familie nach Düsseldorf, wo er 1960 am Comenius-Gymnasium Abitur machte. Weitere Stationen seiner Ausbildung waren: 1961 bis 1963 Offizieranwärter bei der Bundesmarine in Glücksburg; 1963 Leutnant zur See; 1963 bis 1968 Studium der Rechtswissenschaft an der Universität München; 1968 bis 1971 Promotion zum Dr. jur. in Hamburg; 1970 Volontariat bei der New Yorker „European-American-Bank“.
1966 wurde Gert-Rudolf Flick Miteigentümer der Friedrich Flick KG. Im Mai 1971 stieg er als persönlich haftender Gesellschafter in die Geschäftsführung auf. 1975 erfolgte der Rückzug Gert-Rudolf Flicks und seines Bruders Friedrich Christian aus der Konzernleitung und die Auszahlung ihres Erbteils durch ihren Onkel Friedrich Karl Flick, welcher daraufhin die alleinige Konzernleitung übernahm. Im selben Jahr wurde er Vorsitzender der Schweizer Aktiengesellschaft Gerag und 1982 Vorsitzender der ebenfalls in der Schweiz angesiedelten Aktiengesellschaft Garel.
Der Übersiedlung nach Gstaad (Kanton Bern, Schweiz) im Jahr 1979 folgte 1985 der Umzug nach London in den Stadtteil Kensington. Auf Anregung seines Freundes Hans Heinrich Thyssen-Bornemisza de Kászon begann Flick in London eine umfangreiche Bildersammlung Alter Meister aufzubauen. Außerdem trug er eine umfangreiche Silbersammlung zusammen, war zeitweise Mitherausgeber der bekannten britischen Kunstzeitschrift Apollo-Magazine und veröffentlichte 2003 und 2008 zwei kunsthistorische Bücher.
Nachdem Flick in London die English National Opera und das Hammersmith Hospital gesponsert hatte, wollte er 1995 der Universität Oxford 350.000 Pfund Sterling für einen „Flick-Lehrstuhl für die Geschichte der Europäischen Idee“ zur Verfügung stellen. Weil dies aber auf heftige Kritik in der britischen Presse stieß, verzichtete er im April 1996 auf die Stiftung. Im Jahr 2001 stifteten Flick und seine Schwester Dagmar, der Aufforderung der Stiftungsinitiative der deutschen Wirtschaft („Zwangsarbeiterstiftung“) nach einer „moralischen Geste“ folgend, einen mehrere Millionen Euro umfassenden Geldbetrag.
Gegenwärtig ist Gert-Rudolf Flick Gastprofessor für Kunstgeschichte (englisch: Visiting Professor in History of Art) an der ersten und einzigen privaten Universität Großbritanniens, der University of Buckingham.

### Privates
Flick heiratete 1976 in erster Ehe Johanna Prinzessin zu Sayn-Wittgenstein (* 1948), eine Urenkelin des Reichskanzlers Otto von Bismarck, 1985 in zweiter Ehe die Italienerin Donatella Missikoff-Horowitz (* 1953). Aus dieser Ehe ging ein Sohn (geboren 1989) hervor. 1996 trennte er sich von seiner zweiten Frau und heiratete im April 2000 die Juristin und Literaturwissenschaftlerin Corinne Müller-Vivil (* 1966), eine Tochter des badischen Süßwaren-Unternehmers Axel Müller-Vivil (1939–2012). Sie haben eine Tochter (* 2006).
Wie sein Bruder Friedrich Christian Flick, besitzt Gert-Rudolf Flick ein Chalet in Gstaad (Schweiz), welches am 1. Januar 2011 durch einen Brand schwer beschädigt wurde. Bis 2013 verbrachte Flick aber die meiste Zeit in seiner Villa „Park House“ im Süden des Londoner Stadtteils Kensington. Nachdem Flick 2012 gegen den Widerstand zahlreicher Nachbarn die Baugenehmigung für eine umfangreiche Unterkellerung seines Anwesens erhalten hatte, ließ er dieses im September 2013 für 105 Millionen Pfund Sterling zum Verkauf anbieten. Zugleich kündigte er an, seinen Wohnsitz zumindest für ein Jahr nach Österreich zu verlegen. Dort besitzt er seit 2003 das Schloss Montfort in Salzburg.

## Publikationen
- Missing Masterpieces: Lost Works of Art 1450–1900. Merrell Publishers, London 2003, ISBN 978-1-85894-197-4.
- Masters and Pupils: The Artistic Succession from Perugino to Manet 1480–1880. Paul Holberton Publishing, Hogarth Arts Series, London 2008, ISBN 978-0-9554063-2-4